# Г-клас астероид
Г-клас астероидите са относително рядък тип въглеродни астероиди. Най-забележителният астероид от този клас е 1 Церера.

## Характеристика
Основно са подобни на обекти от К-клас, но съдържат силно поглъщащи ултравиолетовото черти под 0.5 μm. Поглъщаемост от около 0.7 μm може да бъде представена, което е индикатор за филосиликатни минерали като глина или слюда.